# Comedown Machine
Comedown Machine är den amerikanska indierockgruppen The Strokes femte album, utgivet 2013. Detta är det sista albumet som släpptes under bandets kontrakt med sin långvariga utgivare RCA Records.

## Låtlista
1. "Tap Out" – 3:42
2. "All the Time" – 3:01
3. "One Way Trigger" – 4:02
4. "Welcome to Japan" – 3:50
5. "80's Comedown Machine" – 4:58
6. "50/50" – 2:43
7. "Slow Animals" – 4:20
8. "Partners in Crime" – 3:21
9. "Chances" – 3:36
10. "Happy Ending" – 2:52
11. "Call It Fate, Call It Karma" – 3:24